# Bahnstrecke Questembert–Ploërmel
| Alte Postkarte vom Bahnhof Malestroit |                      |                                                 |                                                 |
| Streckennummer (SNCF): | 471 000              |                                                 |                                                 |
| Streckenlänge: | 33 km                |                                                 |                                                 |
| Spurweite: | 1435 mm (Normalspur) |                                                 |                                                 |
| Maximale Neigung: | 17 ‰                 |                                                 |                                                 |
| |                      |                                                 |                                                 |
| \| \| \| Bahnstrecke Savenay–Landerneau \| aus Vannes–Landerneau \| \| \| 540,326 \| Questembert ⊙ (100 m) Umkehr der Kilometrierung \| Questembert ⊙ (100 m) Umkehr der Kilometrierung \| \| \| \| Bahnstrecke Savenay–Landerneau \| nach Savenay–Nantes \| \| \| \| Kilometrierung vom Bahnhof Paris-Austerlitz \| \| \| \| 545,5xx \| Arz \| Arz \| \| \| 550,780 \| Pleucadeuc ⊙ (54 m) \| Pleucadeuc ⊙ (54 m) \| \| \| 553,6xx \| Claie \| (40 m) \| \| \| 557,337 \| Malestroit ⊙ (66 m) \| Malestroit ⊙ (66 m) \| \| \| 564,71x \| Oust/Canal de Nantes à Brest \| (46 m) \| \| \| 564,540 \| Roc-Saint-André – La Chapelle ⊙ (23 m) \| Roc-Saint-André – La Chapelle ⊙ (23 m) \| \| \| 565,92x \| Oust/Canal de Nantes à Brest \| (47 m) \| \| \| 567,24x \| Oust/Canal de Nantes à Brest \| (60 m) \| \| \| \| Chemins de fer du Morbihan (CM) \| aus Locminé \| \| \| \| Bahnstrecke Châteaubriant–Ploërmel \| aus Châteaubriant \| \| \| \| CM aus La Trinité-Porhoët \| \| \| \| \| Bahnhof der CM \| \| \| \| 573,498 33,173 \| Ploërmel ⊙ (56 m) \| Ploërmel ⊙ (56 m) \| \| \| \| Bahnstrecke Ploërmel–La Brohinière \| nach La Brohinière \| |                      |                                                 |                                                 |
| Strecke |                      | Bahnstrecke Savenay–Landerneau                  | aus Vannes–Landerneau                           |
| Bahnhof | 540,326              | Questembert ⊙ (100 m) Umkehr der Kilometrierung | Questembert ⊙ (100 m) Umkehr der Kilometrierung |
| Strecke von links · Abzweig ehemals geradeaus und nach rechts |                      | Bahnstrecke Savenay–Landerneau                  | nach Savenay–Nantes                             |
| Strecke nach rechts · Strecke (außer Betrieb) |                      | Kilometrierung vom Bahnhof Paris-Austerlitz     | Kilometrierung vom Bahnhof Paris-Austerlitz     |
| Brücke über Wasserlauf (Strecke außer Betrieb) | 545,5xx              | Arz                                             | Arz                                             |
| Bahnhof (Strecke außer Betrieb) | 550,780              | Pleucadeuc ⊙ (54 m)                             | Pleucadeuc ⊙ (54 m)                             |
| Brücke über Wasserlauf (Strecke außer Betrieb) | 553,6xx              | Claie                                           | (40 m)                                          |
| Bahnhof (Strecke außer Betrieb) | 557,337              | Malestroit ⊙ (66 m)                             | Malestroit ⊙ (66 m)                             |
| Brücke über Wasserlauf (Strecke außer Betrieb) | 564,71x              | Oust/Canal de Nantes à Brest                    | (46 m)                                          |
| Bahnhof (Strecke außer Betrieb) | 564,540              | Roc-Saint-André – La Chapelle ⊙ (23 m)          | Roc-Saint-André – La Chapelle ⊙ (23 m)          |
| Brücke über Wasserlauf (Strecke außer Betrieb) | 565,92x              | Oust/Canal de Nantes à Brest                    | (47 m)                                          |
| Brücke über Wasserlauf (Strecke außer Betrieb) | 567,24x              | Oust/Canal de Nantes à Brest                    | (60 m)                                          |
| Strecke (außer Betrieb) · Strecke von links (außer Betrieb) |                      | Chemins de fer du Morbihan (CM)                 | aus Locminé                                     |
| Strecke quer (außer Betrieb) · Abzweig geradeaus und von rechts (Strecke außer Betrieb) · Strecke (außer Betrieb) |                      | Bahnstrecke Châteaubriant–Ploërmel              | aus Châteaubriant                               |
| Strecke (außer Betrieb) · Abzweig geradeaus und von links (Strecke außer Betrieb) |                      | CM aus La Trinité-Porhoët                       | CM aus La Trinité-Porhoët                       |
| Strecke (außer Betrieb) · Kopfbahnhof Streckenende (Strecke außer Betrieb) |                      | Bahnhof der CM                                  | Bahnhof der CM                                  |
| Bahnhof (Strecke außer Betrieb) | 573,498 33,173       | Ploërmel ⊙ (56 m)                               | Ploërmel ⊙ (56 m)                               |
| Strecke (außer Betrieb) |                      | Bahnstrecke Ploërmel–La Brohinière              | nach La Brohinière                              |

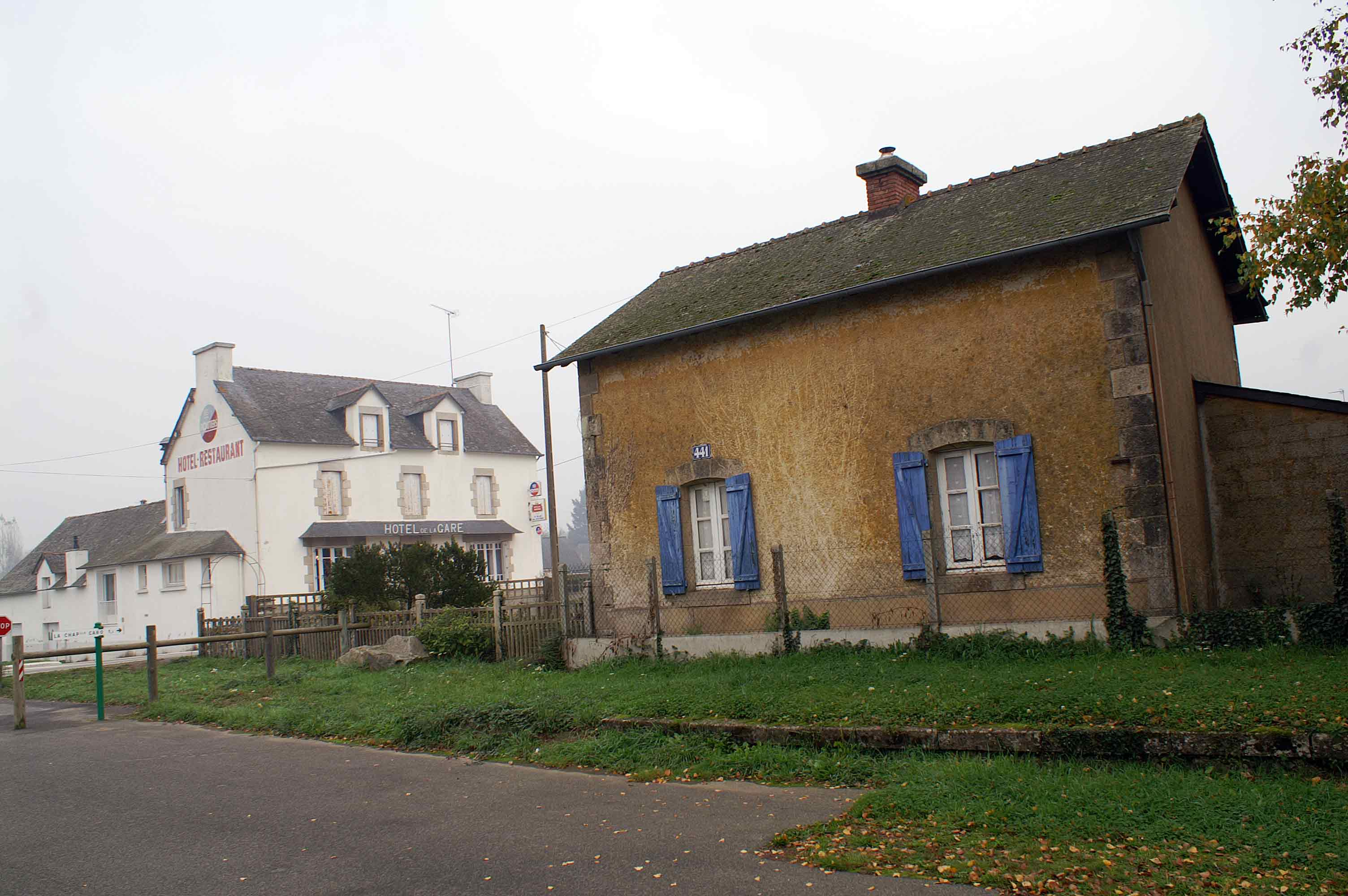
Bahnwärterhaus und Hotel de la Gare in Roc-Saint-André

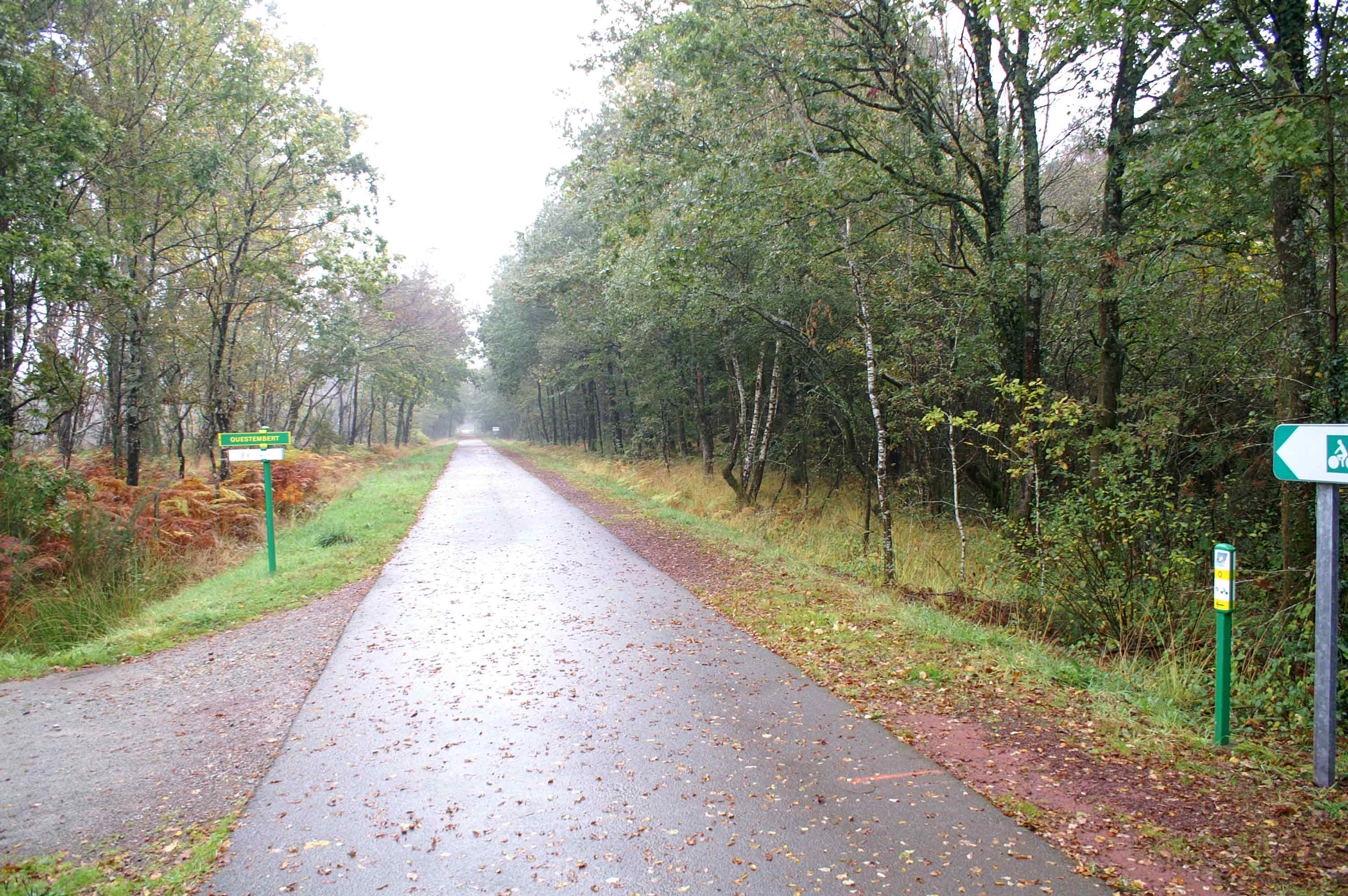
Radwanderweg bei Questembert auf der alten Trasse (2009)

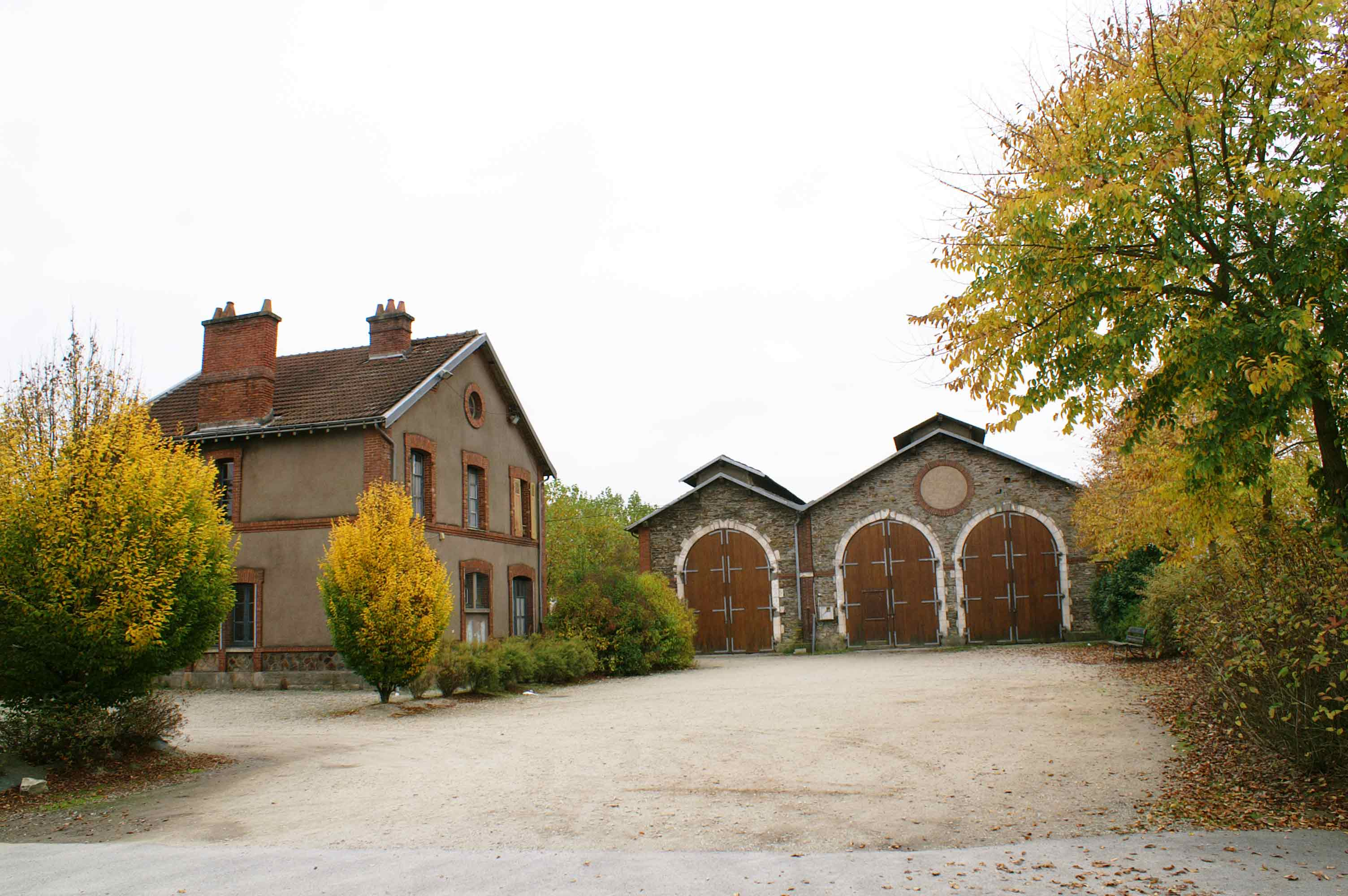
Lokschuppen in Ploërmel

Die Bahnstrecke Questembert–Ploërmel war eine normalspurige französische Eisenbahnstrecke, die bis 1991 Ploërmel mit Questembert an der Bahnstrecke Savenay–Landerneau verband. Sie verlief vollständig im bretonischen Département Morbihan, war eingleisig und nicht elektrifiziert. Nach dem Betriebsende und der offiziellen Stilllegung wurde sie vom Département aufgekauft und ist seit 2002 ein Radfernwanderweg.

## Geschichte

### Chronologie
- 31. Dezember 1875: Feststellung des öffentlichen Interesses.
- 27. Juni 1881: Eröffnung als Staatsbahn.
- 28. Juni 1883: Übergabe an die PO.
- 7. Oktober 1947: Einstellung des Personenverkehrs.
- 1991: Einstellung des Güterverkehrs.
- 1994: Formelle Stilllegung.

### Aufbau
Schon 1862 forderten die bretonischen Abgeordneten eine Transversale durch die zentrale Bretagne zwischen Vannes und Dinan über Ploërmel.
Das öffentliche Interesse an Linie von Questembert nach Ploërmel wurde in einem Gesetz vom 31. Dezember 1875 erklärt. Diese Linie wurde auf Staatskosten gebaut; ein Gesetz vom 31. Juli 1879 ermächtigte den Bauminister, die Linie zu errichten. Die Compagnie du chemin de fer de Paris à Orléans (PO), die bereits die Strecke Savenay–Questembert–Vannes–Landerneau besaß, erhielt am 18. Mai 1881 den Auftrag, den Betrieb zu übernehmen, genau einen Monat später nahm sie den Betrieb auf, die Eröffnungsfeier folgte am 27. Juni. Am 28. Juni 1883 wurde eine Vereinbarung unterzeichnet und am 20. November 1883 per Gesetz bestätigt, die die Linie an die PO übergab.
Zu Beginn des 20. Jahrhunderts wurde Ploërmel zu einem regionalen Bahnknoten. In Verlängerung dieser Strecke entstand die Bahnstrecke Ploërmel–La Brohinière, hinzu kam die Bahnstrecke Châteaubriant–Ploërmel; beide Strecken wurden von den Chemins de fer de l’Ouest eröffnet, die 1909 von den Chemins de fer de l’État (Frankreich) übernommen wurden. Ein zweiter Bahnhof entstand für das Meterspurnetz der Chemins de fer du Morbihan. Deren Strecke nach Locminé mit Anschluss an Vannes und Plouay lief etwa drei Kilometer parallel zur Strecke aus Questembert; eine weitere führte nach La Trinité-Porhoët.

### Niedergang
1947 wurde der Personenverkehr auf die Straße verlagert. Der Güterverkehr hielt sich bis 1991. Am 17. August 1993 stellte der Generalrat von Morbihan einen Stilllegungsantrag bei der SNCF, um eine Straßenverbindung errichten zu können. Am 17. Oktober 1994 wurde die offizielle Stilllegung in einem Ministererlass festgelegt. Um eine Aufteilung der Linie zu vermeiden, kaufte das Département am 15. Dezember 1994 die gesamte Fläche. In den Folgejahren wurden die Gleisanlagen abgebaut und eine voie verte angelegt, die für Fußgänger, Radfahrer und Menschen mit Behinderung gedacht ist. Am 29. Juni 2002 wurde der 33 km lange Radwanderweg zwischen Questembert und Ploërmel eröffnet, gleichzeitig auch die 20 km von Ploërmel und Mauron auf der Strecke Richtung La Brohinière. Der Umbau hat etwa drei Mio. Euro gekostet.

## Eigenschaften

### Verlauf
Die Bahnstrecke begann am östlichen Ende des Bahnhofes Questembert. Sie wendete sich nach links und stieg mit 17 ‰ in das Tal des Arz ab, verlief an Molac vorbei, stieg auf 80 m Höhe in das Hügelland der Landes de Lanvaux und erreichte Pleucadeuc. Sie überquerte die Claie, führte über den Bahnhof von Malestroit und stieg in das Tal des Oust ab, der hier zum Canal de Nantes à Brest ausgebaut ist. Sie querte den Fluss vor dem Bahnhof Roc-Saint-André-La-Chapelle (Gemeinde La Chapelle-Caro). Sie folgte dem Tal des Flusses hinauf und querte ihn zwei weitere Male, bog dann in das Tal des Ninian ab und stieg dann nordöstlich nach Ploërmel.
Es war eine eingleisige und kurvenreiche Strecke mit erheblichen Steigungen.

### Bauwerke
Die Gebäude und die Brücken wurden aus Granit gebaut. Nur die Gebäude am Bahnhof Ploërmel sind aus Ziegeln.

## Bedienung

### Personenverkehr
Der Personenverkehr wurde zuerst mit Pendelzügen übernommen, die bis 10. Mai 1907 fuhren. Der Personenverkehr wurde das erste Mal am 6. März 1939 eingestellt. Im folgenden Jahr, während des Zweiten Weltkriegs wurde er wieder aufgenommen; Ende 1940 wurden an zwei Tagen pro Woche Personenwagen an die Güterzüge gehängt. Einige Zeit nach dem Ende der Feindseligkeiten wurde er am 7. Oktober 1946 endgültig eingestellt.

### Güterverkehr
Die Strecke wurde ursprünglich angelegt, um die agrarische Wirtschaft aufzuwerten, die transportierten Güter wurden jedoch vielfältiger. 1983 wurden insgesamt 32000 t bewegt, vor allem Galvanikprodukte, Sand und Gas in Druckkesselwagen. 1987 war die Menge bereits auf 24000 t gefallen. 1991 wurde der Güterverkehr eingestellt.